# Bolsa de Valores de Cabo Verde

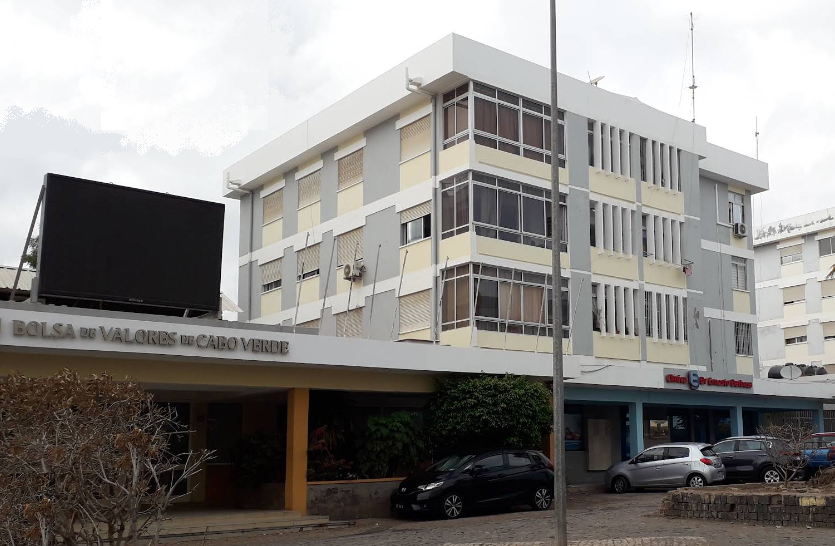

The Bolsa de Valores de Cabo Verde, (Engelska: Cape Verde Stock Exchange) är den största börsen i Kap Verde. Börsen ligger i Mindelo.
The Cape Verde Stock Exchange (BVC) grundades i december 2005. Bolag som är noterade här är bland annat banker och tobaksbolag.